# Biserica Ziua Crucii din Iași
Biserica „Ziua Crucii” din Iași, cunoscută și ca Biserica Dubălari, este o biserică ortodoxă din municipiul Iași, care a fost construită în anul 1803 de către breasla dubălarilor. Lăcașul de cult este situat în imediata apropiere a Gării Internaționale Nicolina și a Bazarului din Iași, lângă pasajul rutier ce face legătura între cartierele Podu Roș și Nicolina, pe str. Albinelor nr. 6. Ea are hramul Înălțarea Sfintei Cruci (14 septembrie).
Biserica „Ziua Crucii” nu a fost inclusă pe Lista monumentelor istorice din județul Iași din anul 2004. 

## Istoric
Biserica „Ziua Crucii” din Iași a fost construită prin subscriere publică în anul 1803 de către membrii breslei dubălarilor, în mijlocul unui cimitir dintr-o zonă mlăștinoasă aflată în lunca Bahluiului.  Ea a fost târnosită în același an de către mitropolitul Veniamin Costache al Moldovei (1803-1842, cu întreruperi). Biserica nu a avut inițial pisanie, dar a avut un clopot pe care era inscripționat anul 1810. 
La început, biserica era mai joasă, neavând pridvor și turlă. La începutul secolului al XIX-lea, după cum relatează Gh. Dimachi în „Bisericile și breslele din Iași” (în Ecoul Moldovei, Anul IV și V), aici se închinau membrii breslelor dubălarilor și soponarilor din Iași. Dubălarii (numiți și tăbăcari) erau cei care se ocupau cu dubirea (tăbăcirea, argăsirea) pieilor de animale. 
La începutul secolului al XX-lea s-a adăugat bisericii pe latura de sud un pridvor având deasupra sa o clopotniță cu două etaje. După spusele lui N.A. Bogdan, ea funcționa în aceeași perioadă ca parohie fără filiale. 
Edificiul a fost grav afectat de cele două războaie mondiale și de cutremurele din secolul al XX-lea. În 1922 s-au efectuat importante lucrări de reparații, cu acest prilej adăugându-se șase contraforți de susținere cu scopul de a mări rezistența bisericii. Cutremurul din 4 martie 1977 a produs unele avarii, edificiul suferind unele lucrări de reparații în anul 1978. În curtea bisericii s-a construit între anii 1992-1994 o casă de prăznuire cu hramul „Înălțarea Domnului”.
În perioada 1994-2001 s-au efectuat importante lucrări de reparații și consolidare, cu purtarea de grijă a preotului paroh Vasile Chiroșcă și a preotului Mihai Ungureanu și cu ajutorul oferit de membrii Consiliului și Comitetului Parohial. Zidurile lăcașului de cult au fost consolidate, iar pereții interiori au fost pictați în tehnica frescă de către profesorul Corneliu Pașcanu din București. 
În anul 2003, cu puțin timp înainte de resfințirea bisericii, preotul paroh Vasile Chiroșcă, fost membru al Consistoriului și fost secretar protopopial, a fost pensionat pe motiv de vârstă, după 42 ani de activitate. El a primit vestea cu mâhnire, declarând că pensionarea nu este canonică, preotul având dreptul să slujească atât cât îi permite sănătatea. (...) Ce, Sfinții Apostoli au avut vârstă de pensionare? Ierarhii au vârstă de pensionare? Patriarhul are peste 80 de ani. Daca ierarhii nu se pensionează, de ce să fie pensionați cei care au dus greul?  Ca paroh la Biserica „Ziua Crucii” a fost numit preotul jurist Constantin Grigore, consilierul juridic al Arhiepiscopiei Iașilor, care slujea la Biserica „Sf. Sava”.
După finalizarea lucrărilor de reparații și consolidare, biserica a fost resfințită la 14 septembrie 2003, de sărbătoarea Înălțarea Sfintei Cruci (hramul bisericii), de către mitropolitul Daniel Ciobotea al Moldovei și Bucovinei, împreună cu un mare sobor de preoți și diaconi. Din cauza vremii ploioase, la această ceremonie religioasă au participat doar câteva sute de credincioși. Deși a fost invitat să participe la resfințirea lăcașului de cult pe care-l renovase, preotul Vasile Chiroșcă a refuzat.
Cu acest prilej, deasupra ușii de intrare din pridvor în pronaos s-a pictat o pisanie cu următorul cuprins: 
"Pisanie
Cu vrerea Tatălui cu ajutorul Fiului și cu harul Sfîntului Duh ziditu-sa acest sfînt locaș cu hramul "Înălțarea Sfintei Cruci" în anul 1803 de către breasla "dubălarilor" din cartierul Nicolina Iași. Biserica a fost tîrnosită în anul 1803 de către vrednicul de pomenire mitropolitul Veniamin Costache al Moldovei. De-a lungul anilor biserica a avut mult de suferit fiind așezată la răspîntii de drumuri. Cele două războaie mondiale cît și cutremurele din ultimul secol au afectat mult construcția bisericii. Construită din bolovani de piatră din dealul Repedea, cărămizi și pămînt bătut construită în mijlocul unui cimitir pe un loc mlăștinos. În decursul anilor s-au făcut mai multe reparații de întreținere și consolidare. Cele mai mari reparații au fost făcute în anii 1922 cînd s-au adăugat 6 contraforți de susținere iar după cutremurul din 1977 s-au făcut din nou reparații în anul 1978. Dar cele mai mari lucrări de reparații și consolidare s-au realizat între anii 1994-2001 timp în care s-au consolidat zidurile și s-a realizat pictura în tehnica frescă de către profesorul Pașcanu Corneliu din București preot paroh fiind pr. Vasile Chiroșcă și pr. Mihai Ungureanu ajutați îndeaproape de către membrii Consiliului și Comitetului Parohial. Biserica a fost resfințită la la data de [spațiu lăsat gol] de către I.P.S. Dr. Daniel mitropolitul Moldovei și Bucovinei însoțit de un mare sobor de preoți, asistați de un număr mare de credincioși.
Primește Doamne jertfa robilor Tăi!."
Preotul paroh Constantin Grigore, consilier juridic al Arhiepiscopiei Iașilor, a primit pe 24 octombrie 2009 din partea patriarhului Daniel cea mai înaltă distincție a Bisericii Ortodoxe Române - Crucea Patriarhală - Clasa I, în semn de apreciere a aportului juridic deosebit la recuperarea proprietăților și bunurilor bisericești din mai multe eparhii ale Patriarhiei Române. El a câștigat peste 1.000 de procese în instanțe la Iași, Bacău, Vaslui, Neamț, Suceava, Sf. Gheorghe (Covasna), Tg. Mureș, Cluj, Oradea, Dâmbovița (Târgoviște), București, Buzău, Brașov etc.

## Descrierea bisericii

### Arhitectură
Biserica „Ziua Crucii” din Iași a fost construită din bolovani de piatră de pe Dealul Repedea și cărămizi. Edificiul are o formă treflată. Pereții bisericii sunt susținuți de șase contraforți, care au fost adăugați cu prilejul reparațiilor din 1922.
În interior lăcașul de cult este compartimentat în patru încăperi: pridvorul având deasupra un turn-clopotniță cu două etaje (adăugat la începutul secolului al XX-lea), pronaosul (având în partea de vest un mic cafas), naosul (cu absidele laterale scobite în grosimea pereților) și altarul (cu o absidă de formă semicirculară). La etajul I al turnului clopotniță se intră din cafas. Biserica are un tavan drept și nu boltit, deasupra sa aflându-se un pod.

### Iconografie
Pictura interioară a bisericii a fost executată în tehnica frescă de către profesorul Corneliu Pașcanu din București, cu prilejul lucrărilor de reparații și consolidare din perioada 1994-2001. 

### Obiecte de patrimoniu
Biserica „Ziua Crucii” deține câteva valoroase obiecte de cult, printre care se află următoarele: 
- o Evanghelie din anul 1761
- o Evanghelie din anul 1821, dăruită de mitropolitul Veniamin Costachi
- mai multe icoane din prima jumătate a secolului al XIX-lea

## Cimitirul parohial
Inițial, Biserica „Ziua Crucii” din Iași se afla în mijlocul unui cimitir. Mormintele au fost mutate în a doua jumătate a secolului al XIX-lea după amenajarea Cimitirului Eternitatea.
În prezent, în curtea casei parohiale se află trei monumente funerare: un monument funerar de piatră și două cruci de fier, mai noi. Pe lespedea funerară se află săpată următoarea inscripție: În amintirea iubitului meu frate COḐMA SECHI ALI RAḐIN din Albania ținutu Ohrida satu Veftiani în vârstă de 20 ani. Reposat în anu 1875 Julie 9 ḑile. Cele două cruci de fier încadrează monumentul de piatră și au fost amplasate în amintirea enoriașilor Parohiei Ziua Crucii care au fost înmormântați în fostul cimitir al bisericii.

## Imagini

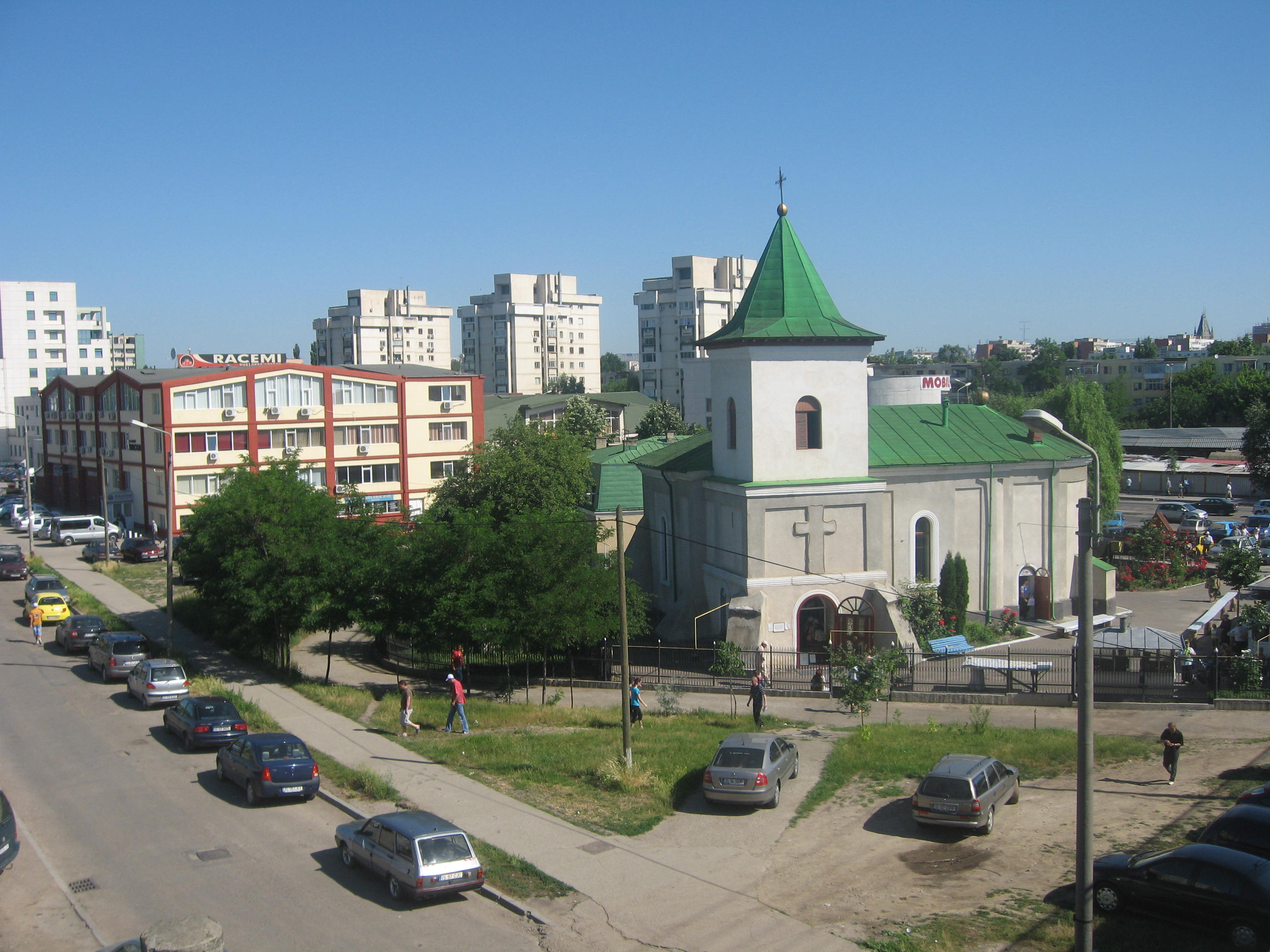
Biserica văzută de pe pasajul rutier din Nicolina
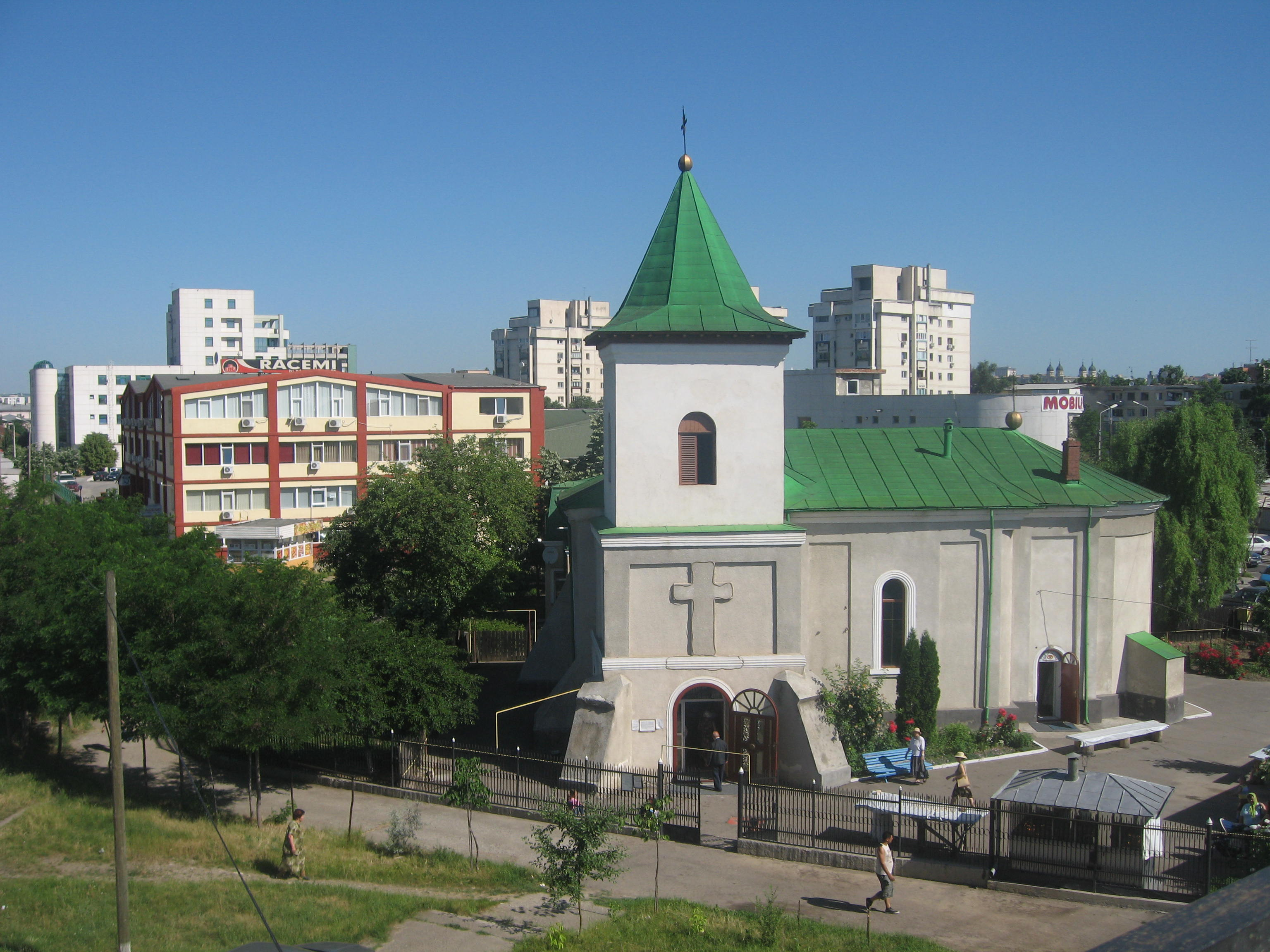
Biserica văzută de pe pasajul rutier din Nicolina
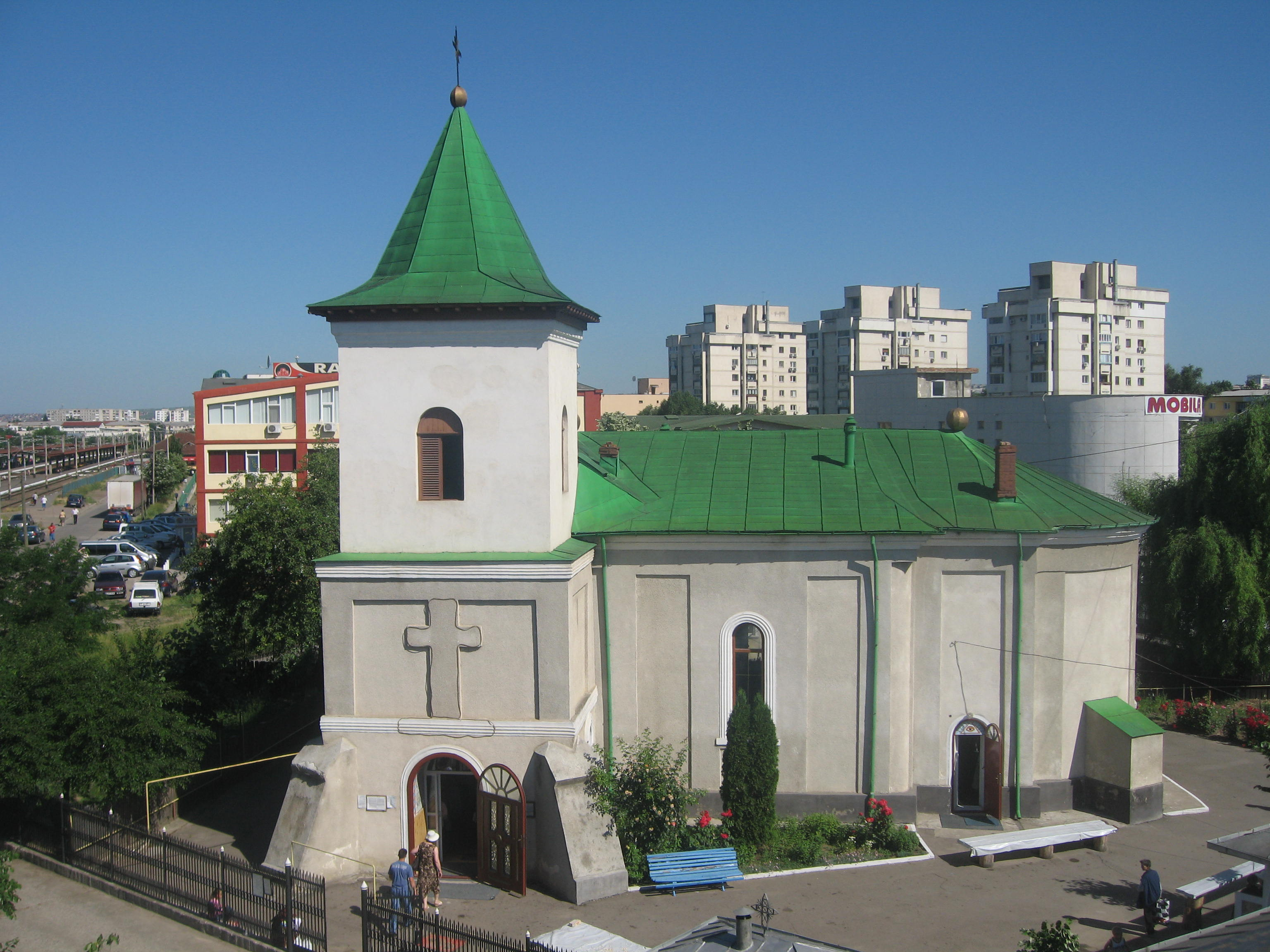
Biserica văzută de pe pasajul rutier din Nicolina
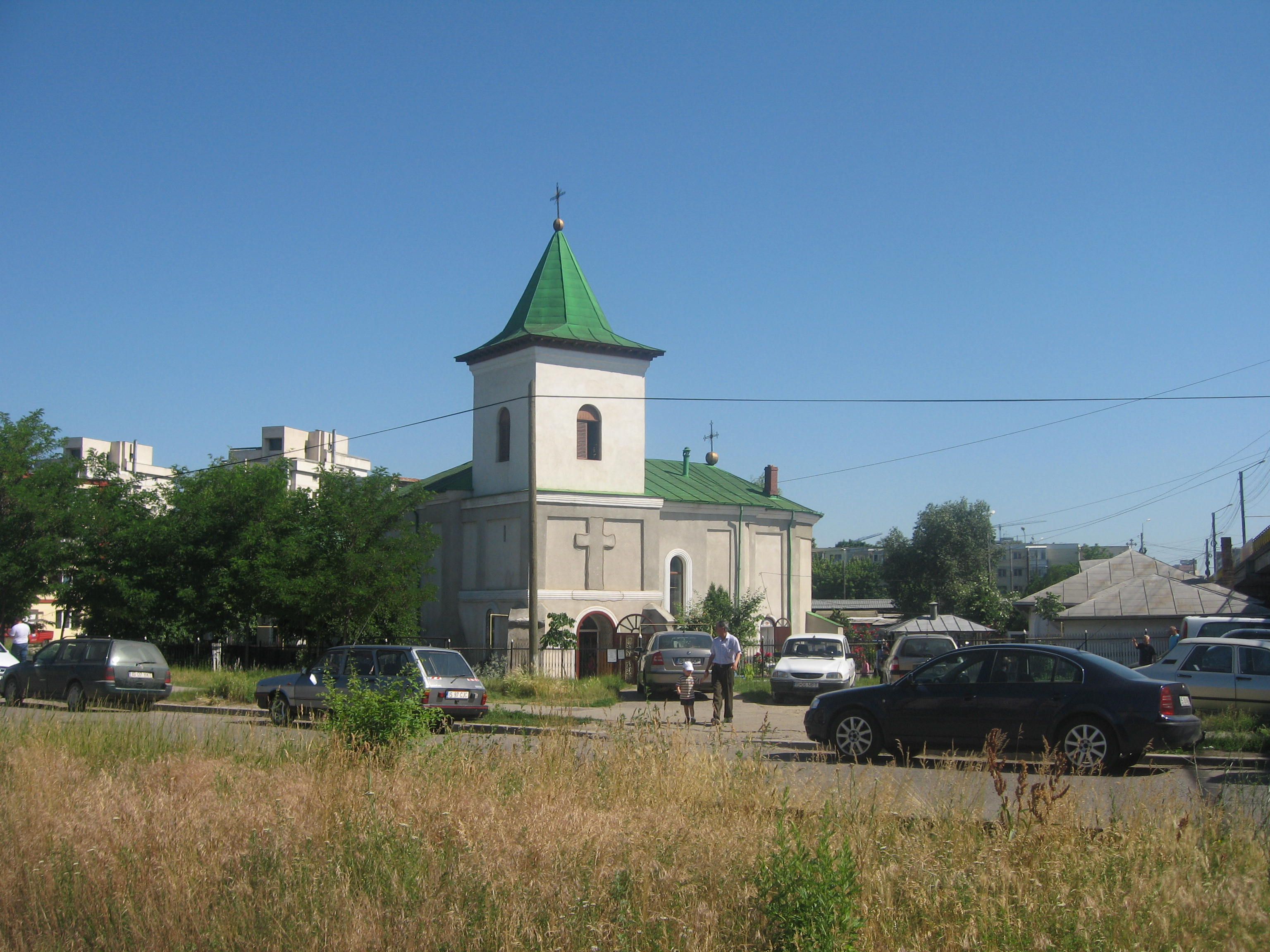
Vedere dinspre sud-vest
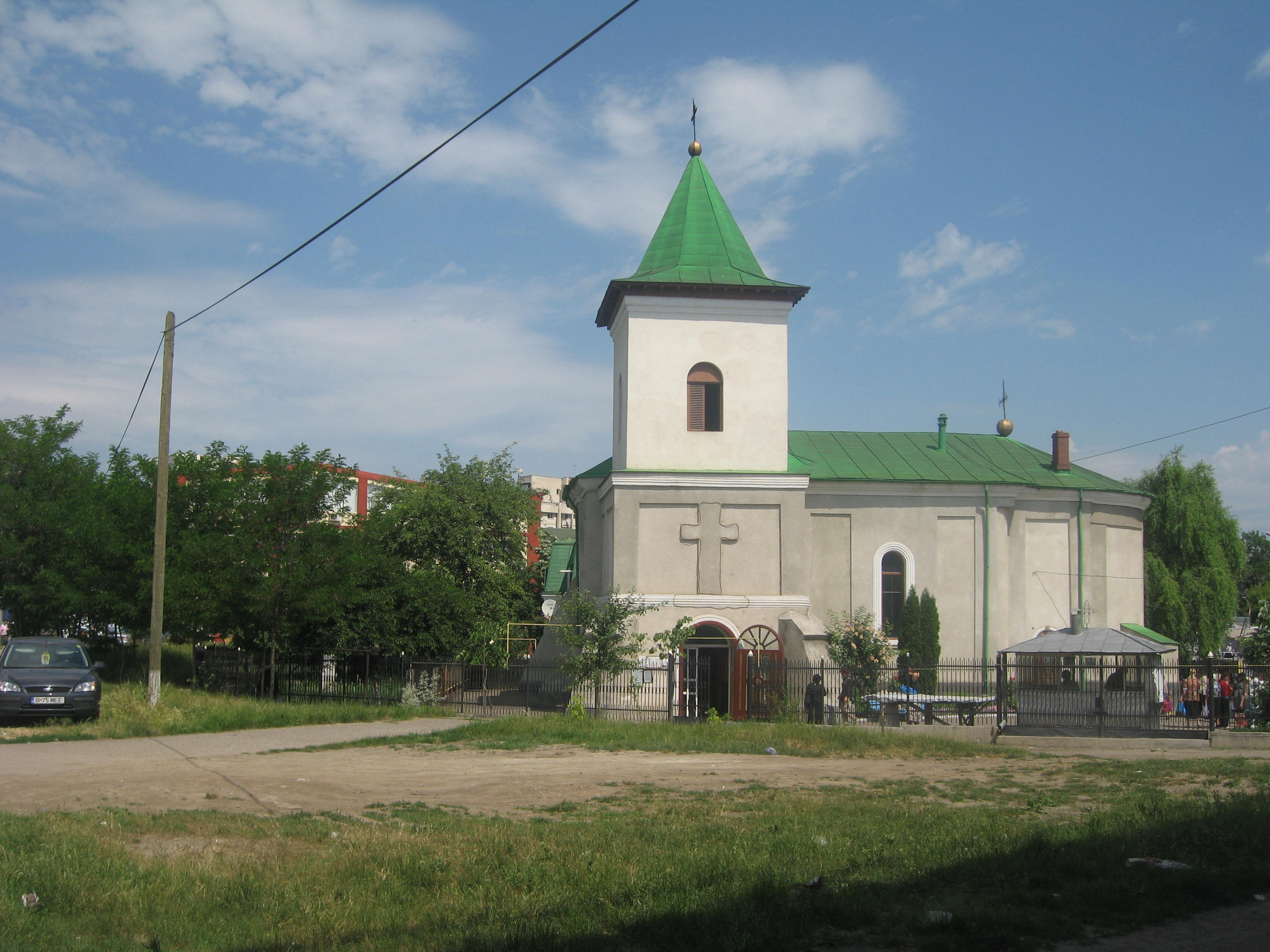
Vedere dinspre sud-vest
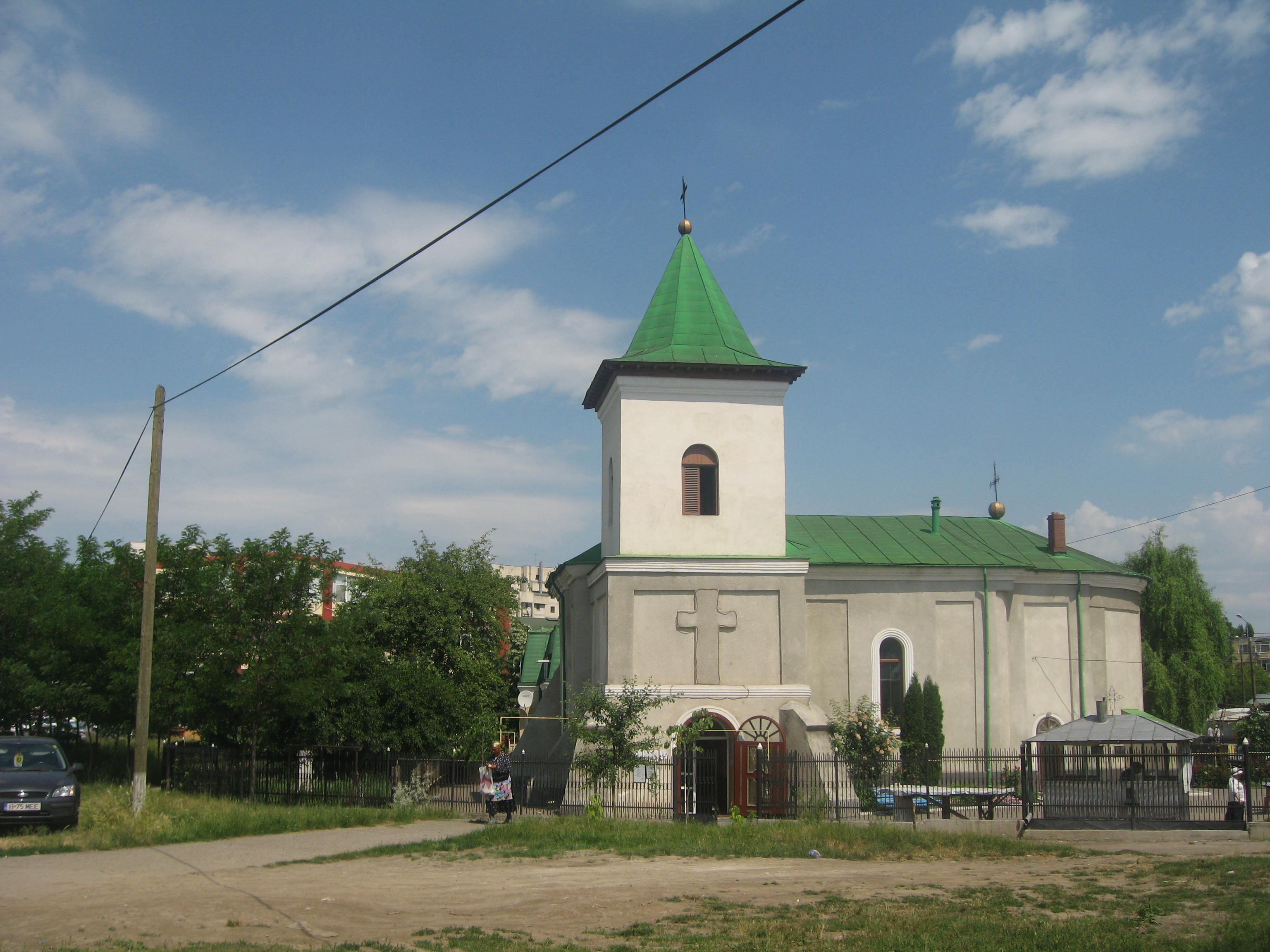
Vedere dinspre sud-vest
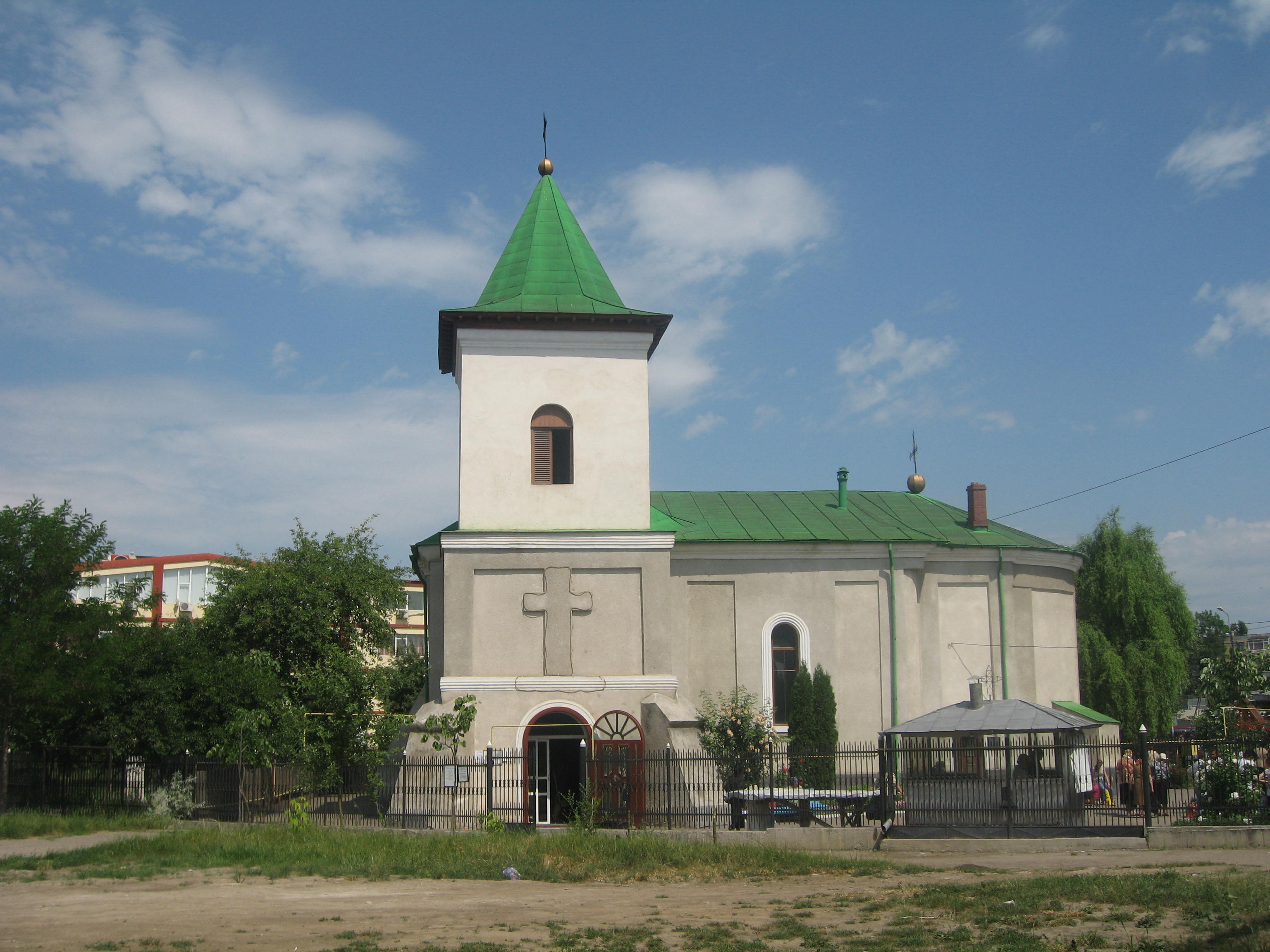
Latura sudică
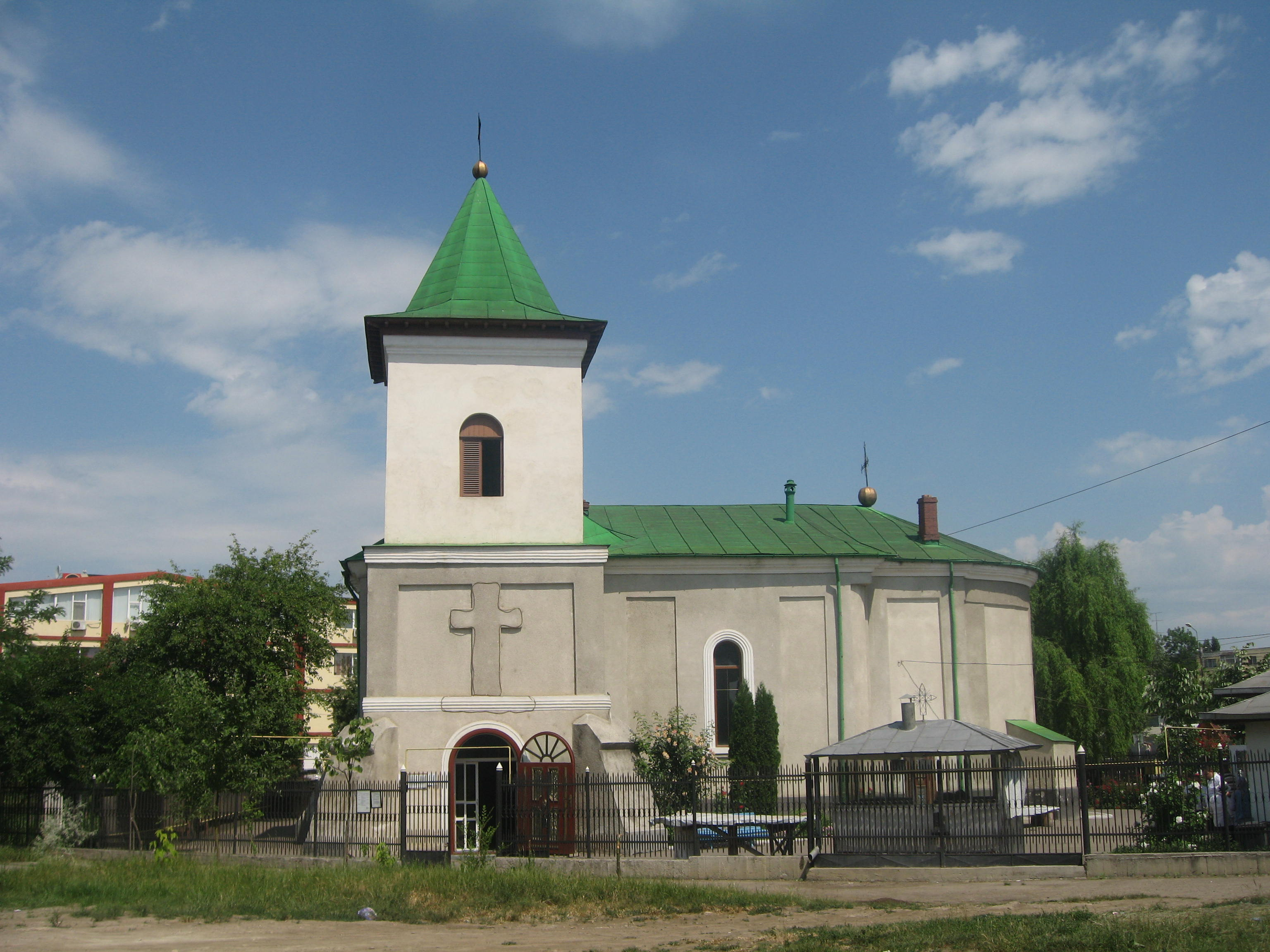
Latura sudică
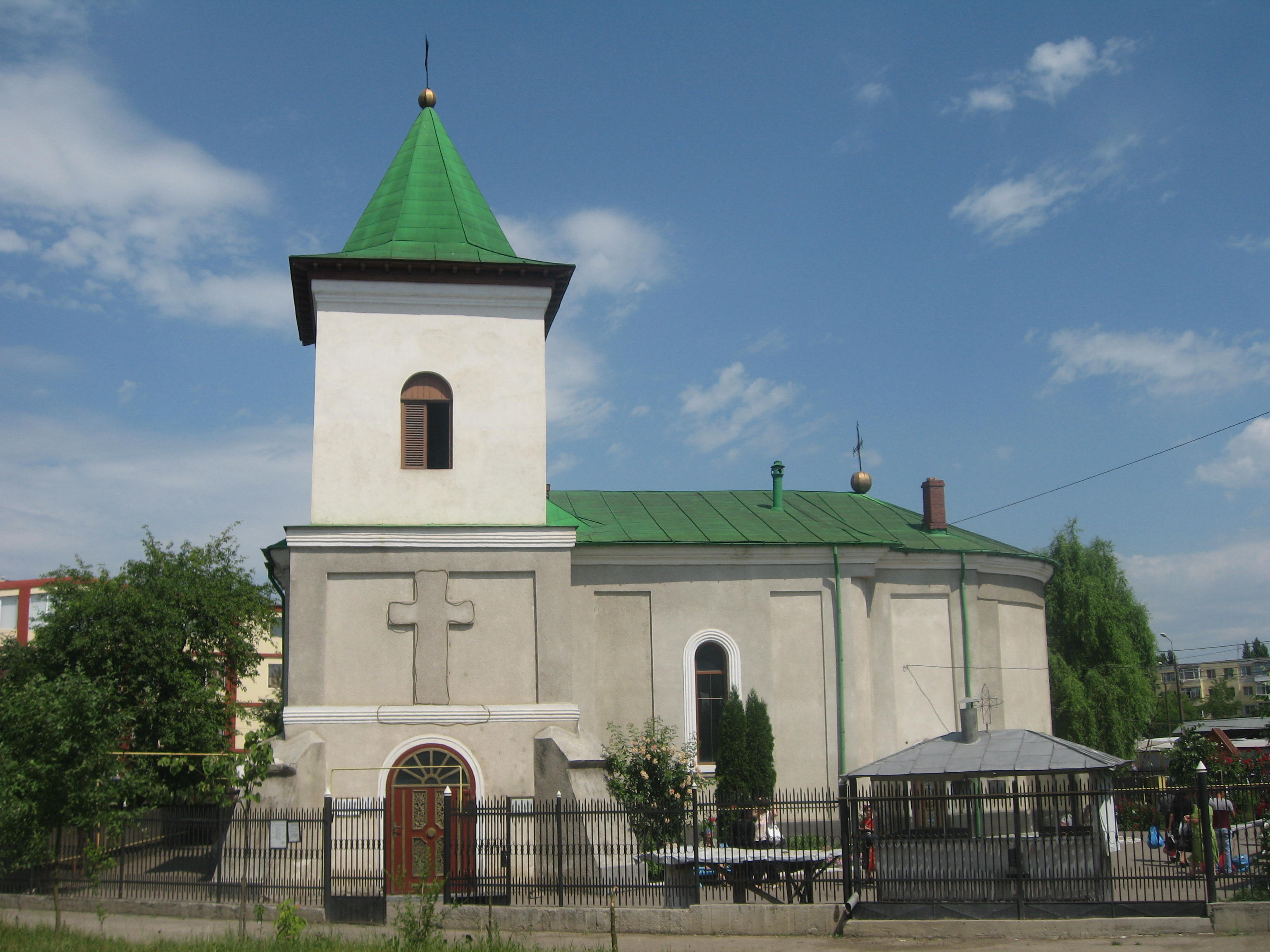
Biserica "Ziua Crucii" din Iaşi
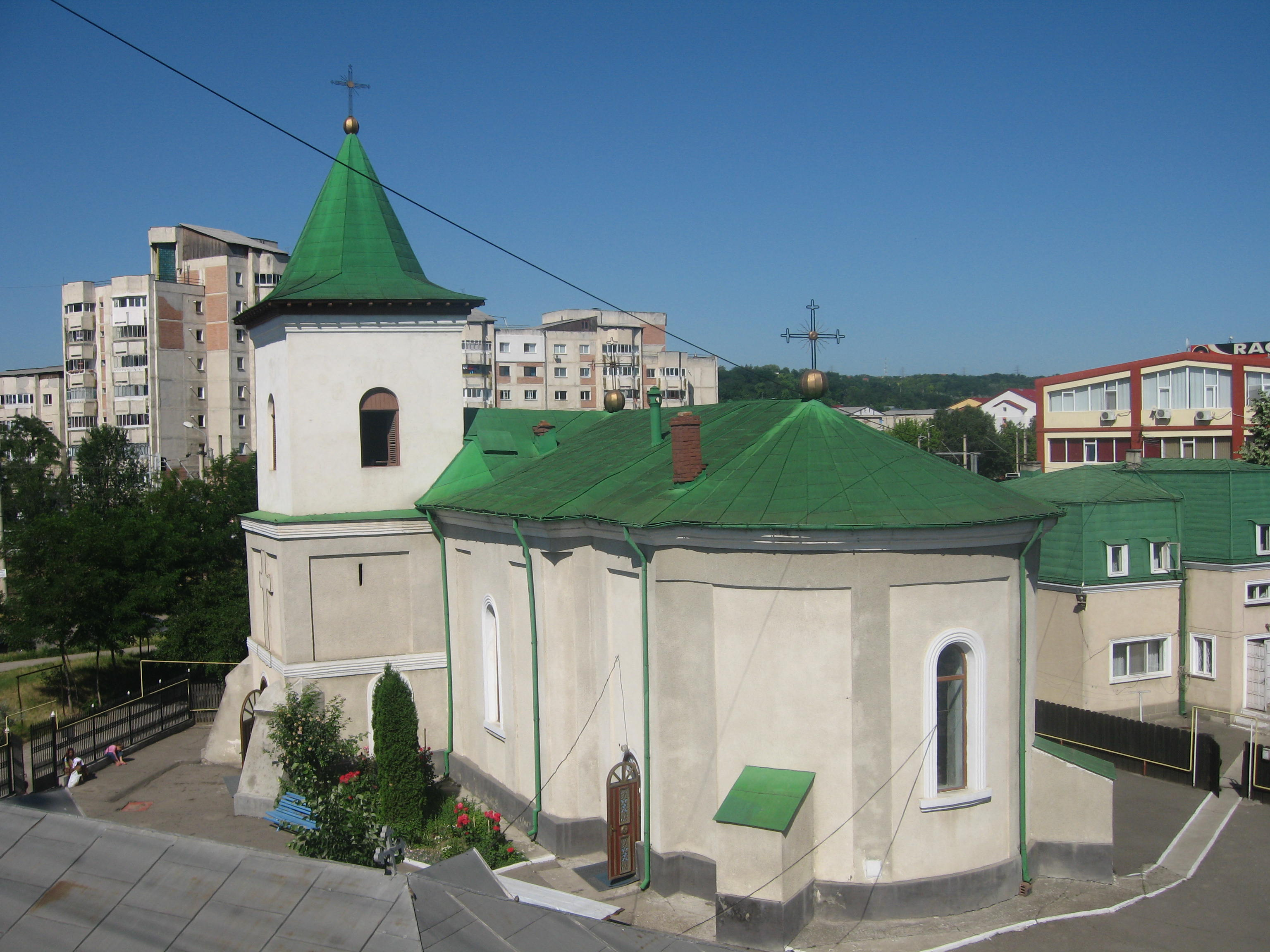
Vedere dinspre sud-est
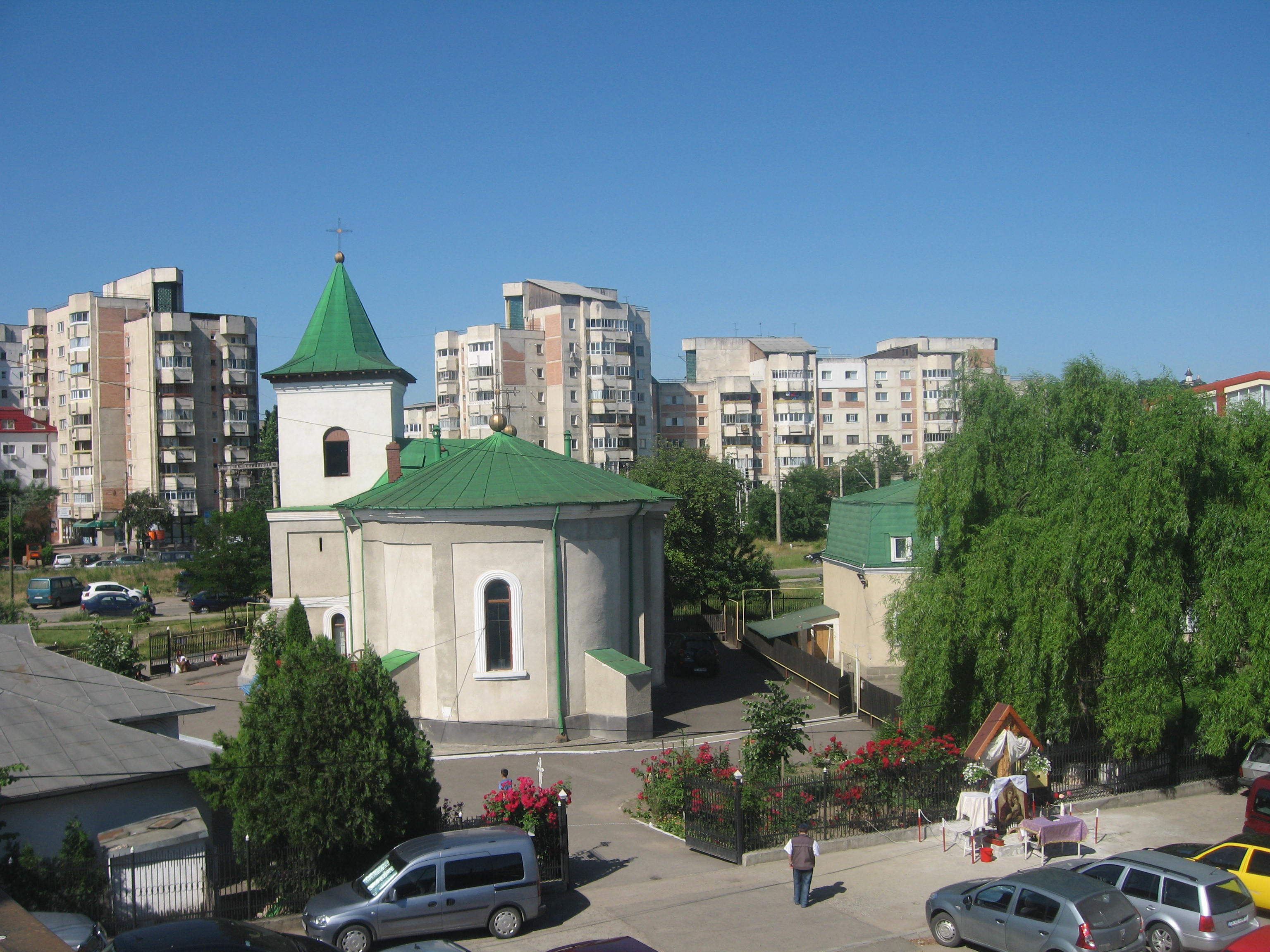
Vedere dinspre est
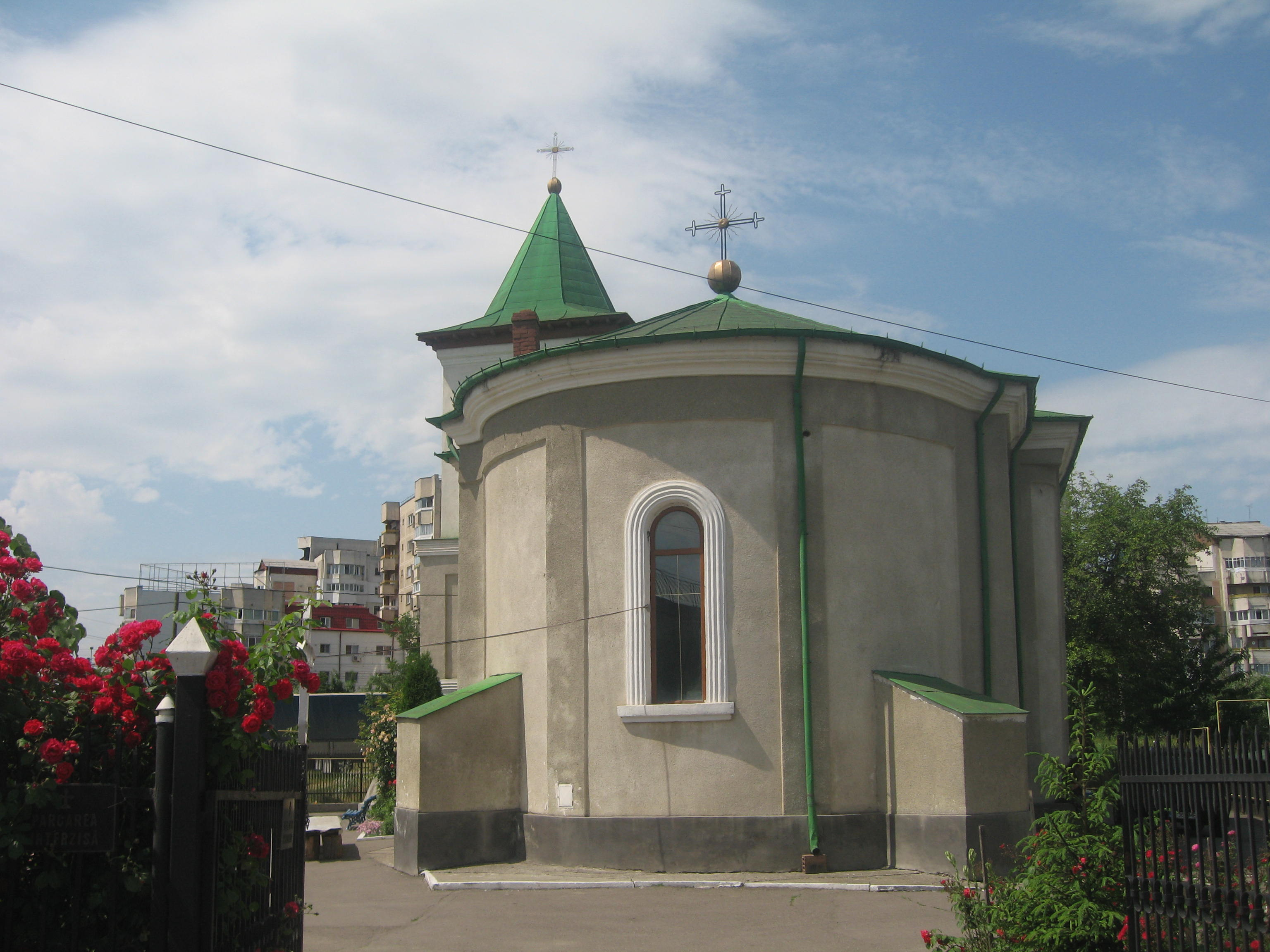
Absida altarului
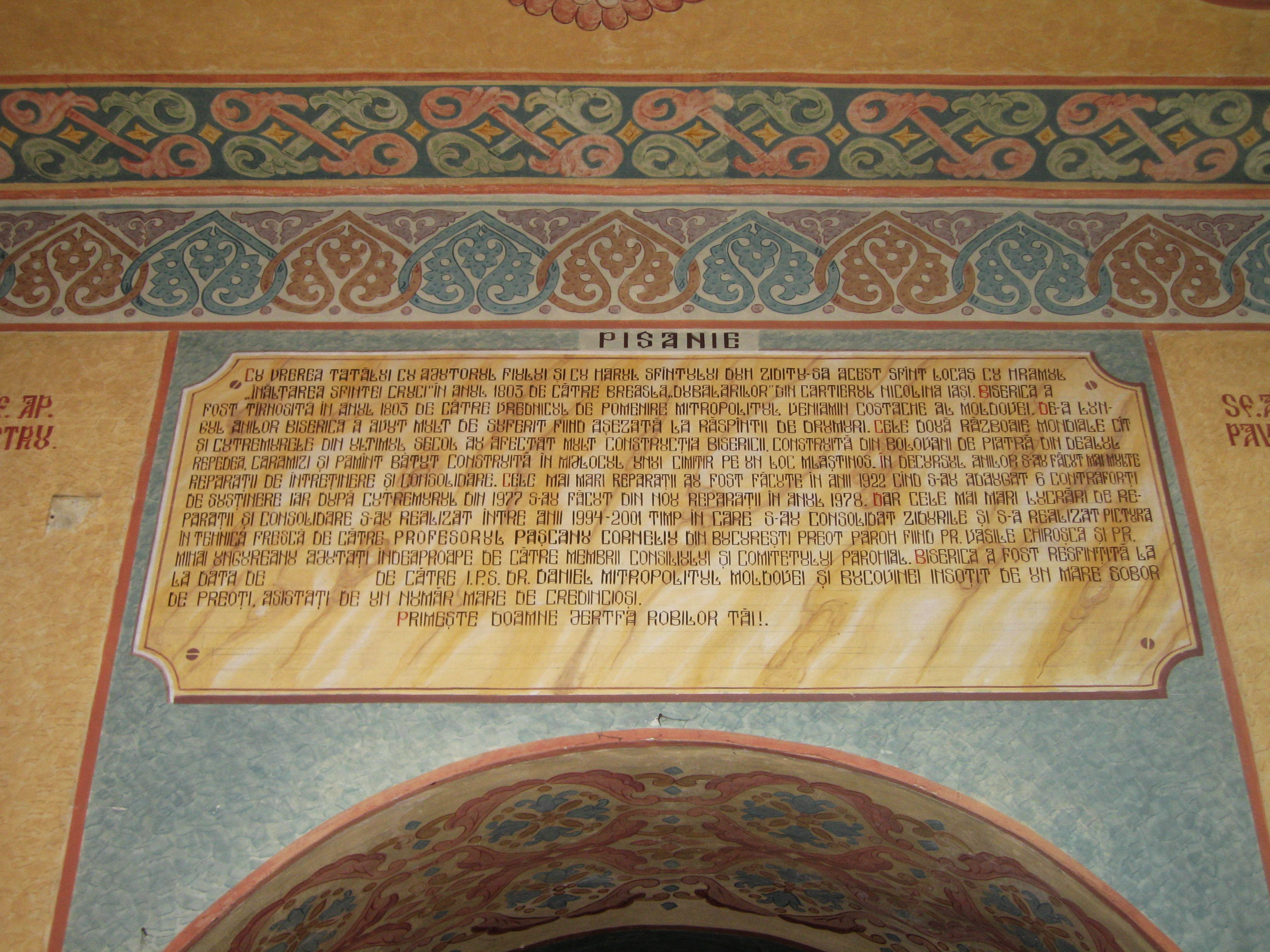
Pisania bisericii
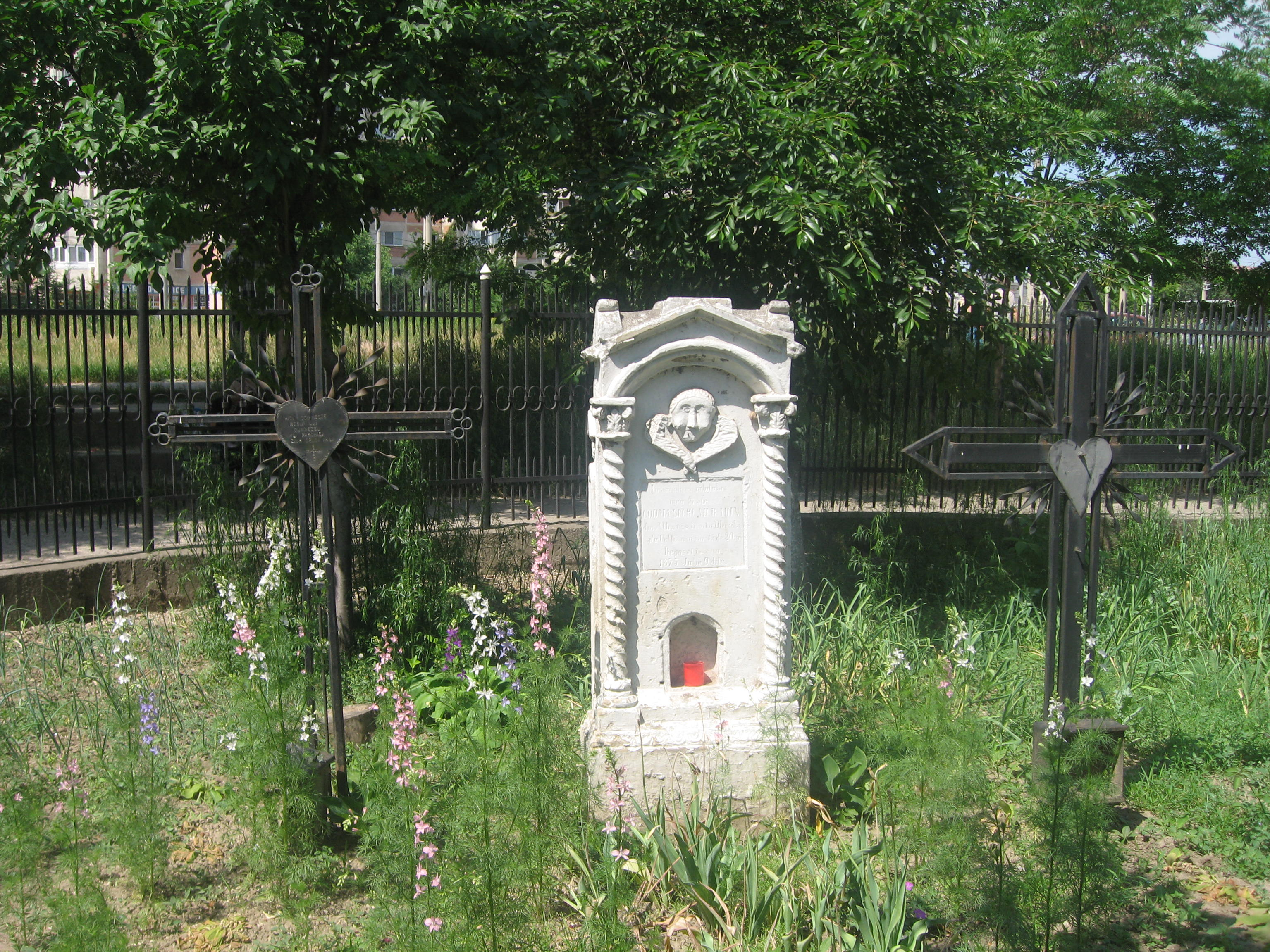
Morminte din fostul cimitir al bisericii
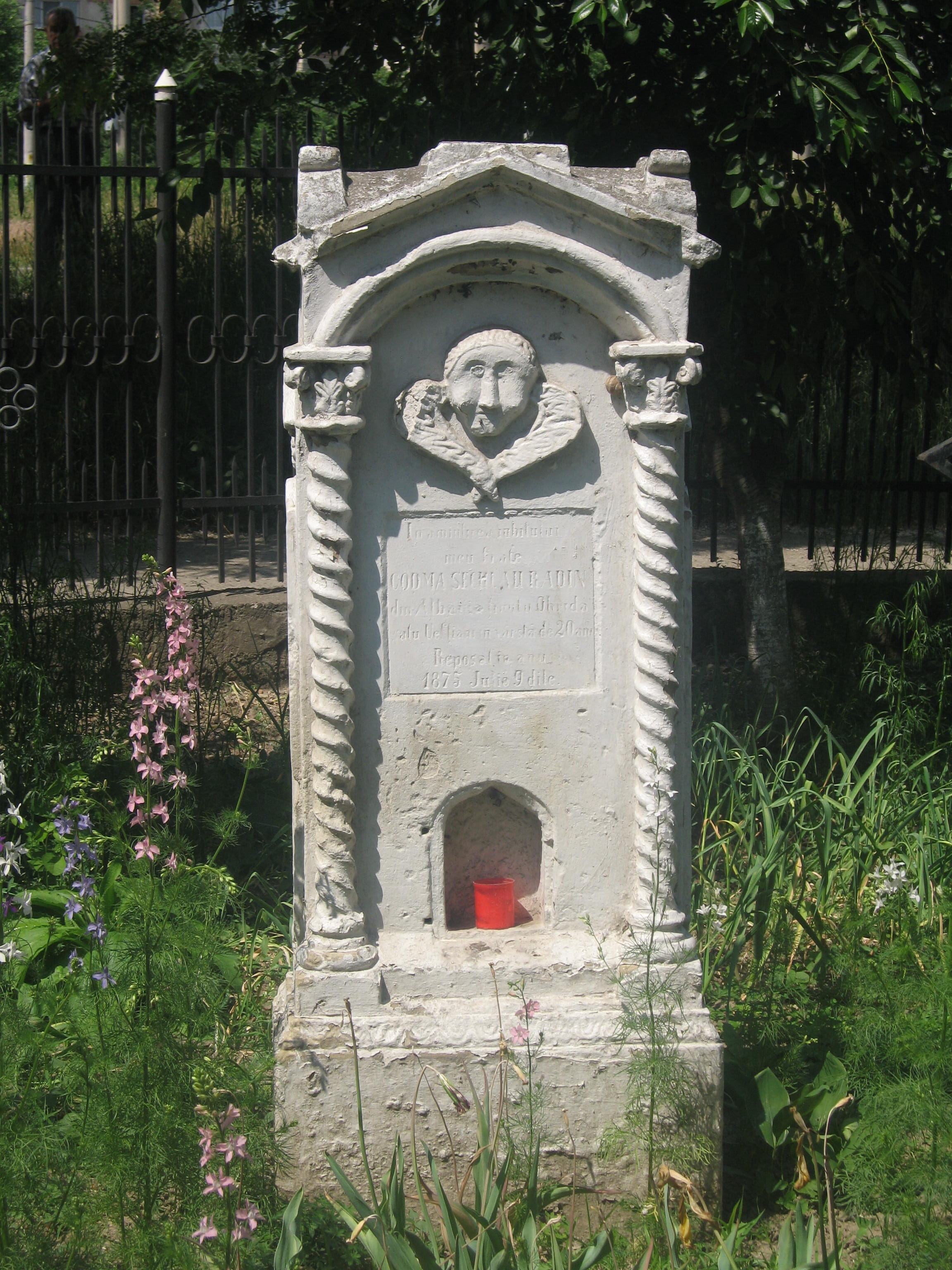
Monument funerar din fostul cimitir al bisericii (1875)